# Angraecum curvicaule
Angraecum curvicaule är en orkidéart som beskrevs av Rudolf Schlechter. Angraecum curvicaule ingår i släktet Angraecum och familjen orkidéer. Inga underarter finns listade i Catalogue of Life.